# Женщина, которая поёт (саундтрек)
«Пе́сни А. Заце́пина из кинофи́льма „Же́нщина, кото́рая поёт“» — гибкая пластинка Аллы Пугачёвой, выпущенная фирмой «Мелодия» в 1978 году с некоторыми песнями из одноимённого музыкального фильма. Примечательно, что сама песня «Женщина, которая поёт», давшая название фильму, в релиз не вошла. Авторами всех композиций, выпущенных на пластинке, были композитор Александр Зацепин и поэт Леонид Дербенёв. Издание пластинки носило анонсный характер накануне выхода фильма в широкий кинопрокат. По крайней мере, три из четырёх представленных в релизе песни — «Песенка про меня», «Этот мир», и «Да» — стали безусловными хитами конца 1970-х.
«Песенка про меня» (в стереоверсии) вошла в дебютный альбом Пугачёвой «Зеркало души» (1978); остальные композиции («Ты не стал судьбой», «Да», «Этот мир») — в четвёртый студийный альбом певицы «То ли ещё будет» (1980).
Кавер-версия песни «Этот мир» прозвучала на концерте в честь Аллы Пугачёвой, состоявшемся в 1997 году, в исполнении Владимира Преснякова-мл; этот вариант песни (в числе многих других перепевок) вошёл в альбом «Сюрприз от Аллы Пугачёвой». Там же кавер-версию «Песенки про меня» исполнил Алексей Глызин. Группа «А’Студио» также представила свою кавер-версию «Песенки про меня» (под названием «Так же, как все») в апреле 2009 года на юбилейном концерте, подготовленном к 60-летию певицы.

## Список композиций
Все тексты написаны Леонидом Дербенёвым, вся музыка написана Александром Зацепиным.
Аккомпанемент во всех записях: Инструментальный ансамбль под управлениям Виталия Клейнота.
| №                   | Название             | Длительность |
| ------------------- | -------------------- | ------------ |
| 1.                  | «Этот мир»           | 1:43         |
| 2.                  | «Ты не стал судьбой» | 4:57         |
| Общая длительность: | Общая длительность:  | 6:40         |

| №                   | Название            | Длительность |
| ------------------- | ------------------- | ------------ |
| 1.                  | «Да»                | 3:25         |
| 2.                  | «Песенка про меня»  | 3:40         |
| Общая длительность: | Общая длительность: | 7:05         |

## Участники записи
Оркестр под управлением Виталия Клейнота.